# William Warburton

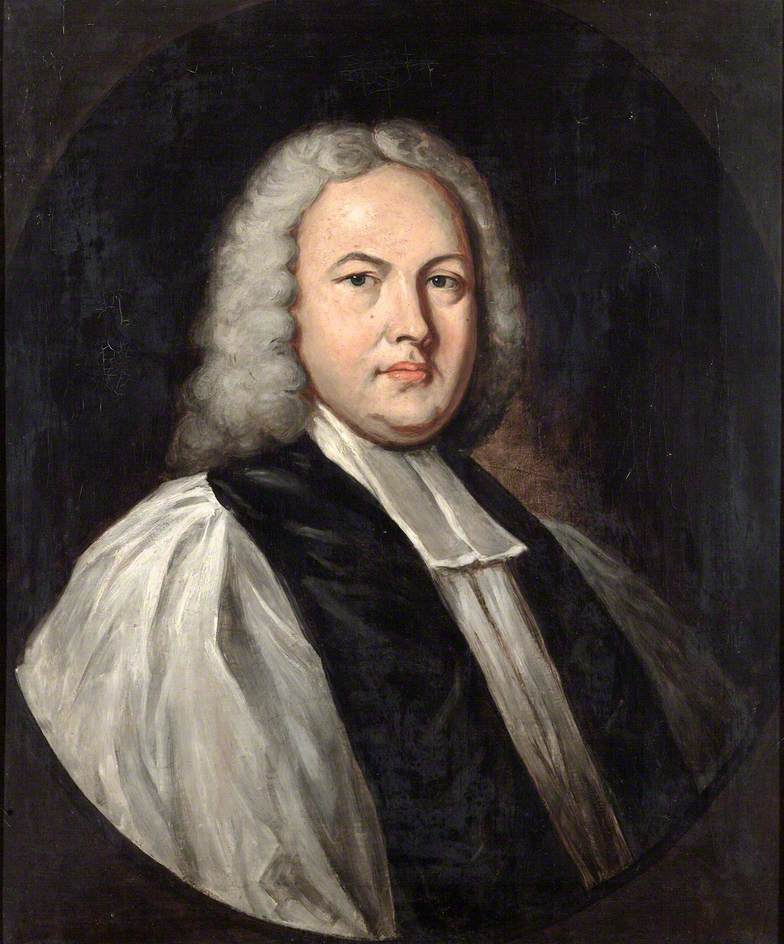
William Warburton.

William Warburton, född den 24 december 1698 i Newark-on-Trent, död den 7 juni 1779 i Gloucester, var en engelsk biskop och lärd.
Warburton utnämndes 1728 till kyrkoherde i  Brant Broughton i grevskapet Lincoln, 1746 till pastor vid Lincoln's Inn i London, 1754 till kungens kaplan, 1755 till kanonikus i Durham och teologie doktor, 1757 till domprost i Bristol och 1759 till biskop av Gloucester.
Hans skrifter väckte på sin tid mycket stort uppseende och är av betydande värde som apologier för den engelska statskyrkoförfattningen och ortodoxin mot deismen. Särskilt gäller detta om hans huvudarbete, The divine legation of Moses demonstrated on the principles of a religious deist (2 band, 1734–1741), som vimlar av snillrika teologiska paradoxer. Hans samlade skrifter utgavs i 7 band 1788 (ny upplaga 1811, i 12 band), vartill 1841 kom Literary remains.
Genom sitt försvar för Popes Essay on man vann han dennes vänskap i synnerligt hög grad, och han uppträdde även efter Popes död i strid för honom emot Bolingbroke. Warburton utgav en upplaga av Popes skrifter (1750) och en av Shakespeares (1747).